# إيرل ليبر
إيرل ليبر (بالإنجليزية: Earle Labor)‏ (1928)؛ روائي أمريكي.